# Kleinaitingen
Kleinaitingen település Németországban, azon belül Bajorországban. Lakosainak száma 1369 fő (2023. december 31.).

## Népesség
A település népessége az elmúlt években az alábbi módon változott:
| Lakosok száma | 307  | 661  | 997  | 880  | 1166 | 1179 | 1283 | 1295 | 1343 | 1369 |
|               | 1875 | 1950 | 1975 | 1987 | 2012 | 2014 | 2016 | 2017 | 2021 | 2023 |